# كأس اليونان لكرة السلة 2016–17
كأس اليونان لكرة السلة 2016–17 (باليونانية: Κύπελλο Ελλάδας καλαθοσφαίρισης ανδρών 2016-2017)‏ هو موسم من كأس اليونان لكرة السلة ‏. فاز فيه نادي باناثينايكوس لكرة السلة.